# Володимирівка (Коростишівський район)
Володимирівка (рос. Владимировка) — колишня колонія у Осиково-Копецькій сільській раді Коростишівського району Волинської округи Української СРР.

## Населення
Наприкінці 19 століття в колонії проживало 122 особи, з них 65 чоловіків та 57 жінок, дворів — 17, у 1924 році — 110 осіб (з перевагою населення польської національности), дворів — 22.

## Історія
Наприкінці 19 століття — власницька колонія Коростишівської волості Радомисльського повіту Київської губернії. Відстань до повітового центру, м. Радомисль — 29 верст, до волосного центру містечка Коростишів, де знаходилися також телеграфна, поштова (казенна) та поштова земська станції — 4 версти, до найближчої залізничної станції Житомир — 32 версти, до пароплавної станції в Києві — 95 верст. Основним заняттям мешканців було землеробство. У колонії числилося 162,5 десятин землі, яка належала генерал-майорові Племянникову і перебувала в оренді у німців-колоністів.
У 1923 році включена до складу новоствореної Шахворостівської сільської ради, яка 7 березня 1923 року увійшла до складу новоутвореного Коростишівського району Малинської округи. 27 жовтня 1926 року передана до складу новоутвореної Осиково-Копецької сільської ради Коростишівського району Волинської округи.
Знята з обліку населених пунктів до 1 жовтня 1941 року.